# Nautile (sous-marin de poche)
Pour les articles homonymes, voir Nautile.
Le Nautile est un sous-marin de poche habité de l'Ifremer, en service depuis 1984, pour l'exploration océanographique jusqu'à 6 000 m de profondeur (soit 97% des fonds marins). Un robot guidé ROV tel que ROBIN, Victor 6000, ou AsterX peut également lui être associé pour explorer des endroits étroits.

## Histoire
Successeur du sous marin de poche Cyana de 1966, capable de plonger à 3 000 m de profondeur, le Nautile est fabriqué en alliages de titane, avec une forme inspirée du mollusque nautile (Nautilida), par une équipe d'ingénieurs et d'ouvriers de la DCN de Toulon (devenue aujourd'hui Naval Group Toulon) ainsi qu'aux ateliers de Creusot-Loire à Saint-Chamond avec pour chef de projet Ifremer (Institut Français de recherche pour l’exploitation de la mer) l’ingénieur Jean-François Drogou, la conception étant du département sous-marins du Service technique des constructions navales dirigé par Gérard Boisrayon. 

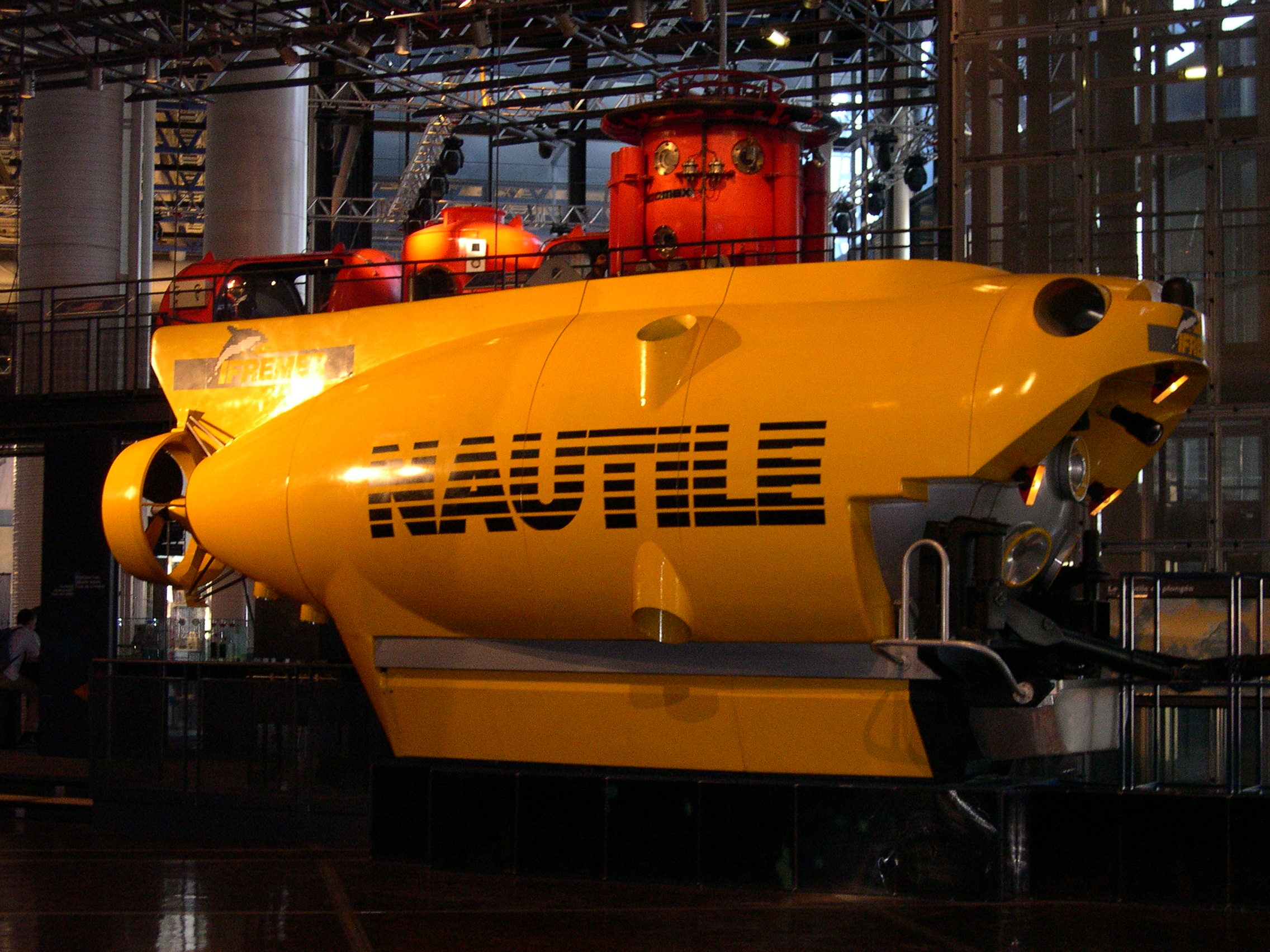
Réplique de la Cité des sciences et de l'industrie du parc de la Villette de Paris

Le Nautile est mis en service en 1984 par le CNEXO (l'année ou il devient Ifremer) et basé à La Seyne-sur-Mer près de Toulon où se situe le département des systèmes sous-marins de l'Ifremer. Il est armé par Genavir, et utilisé pour des missions d'observation, de mesures, de prélèvement d'échantillons, d'assistance aux sous-marins en difficulté, pour plonger à de grandes profondeurs, principalement pour des travaux de recherches scientifiques sur les grands fonds marins, avec entre autres, les zones hydrothermales et les zones de subductions, aussi que pour la plongée sur épaves.

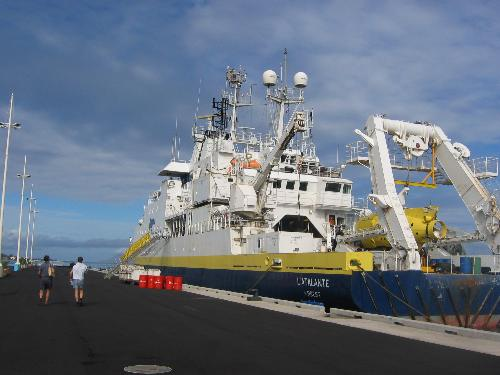
Sur le pont arrière de lAtalante de l'Ifremer à Tahiti en 2004.

Le caisson à échantillons peut être remplacé par un ROV de type ROBIN, système téléopéré depuis l'intérieur du Nautile, qui permet d'élargir son champ d'action, là où le sous-marin habité ne peut pas accéder. Il peut être opéré à partir des navires de surface tels que l'Atalante, le Pourquoi pas ?
En 2018, l'Ifremer envisage de ne pas conserver ce sous-marin au delà de 2024, l’accusant d'être coûteux et vieillissant, ; et en 2019, sa date de retrait de service est fixée en 2025. Mais à la suite du vote d’un amendement porté par le sénateur Philippe Folliot lors des travaux sur la loi de programmation militaire 2024-2030 de 2023, la Marine Nationale est associe à l'Ifremer pour continuer l'exploitation du Nautile jusqu'en 2030 au moins. Ainsi, la marine française récupére la capacité de protection et de surveillance des infrastructures sous-marines (notamment des câbles sous-marins) qu’elle avait perdue en 1974 avec le retrait du bathyscaphe Archimède. En janvier 2024, l’Ifremer annonce donc la modernisation du Nautile, qui sera menée en plusieurs étapes. En 2024 puis 2026, les bras manipulateurs, les systèmes informatiques et la propulsion seront mis à niveau, puis en 2029, le flotteur arrivant en fin de vie sera remplacé par un nouveau  modèle réalisé en mousse syntactique. Le sous-marin pourra ainsi continuer à opérer jusqu’au-delà de 2035, sa sphère de pilotage en titane le permettant.

## Répliques
Des répliques du Nautile sont exposées à la Cité de la Mer de Cherbourg-en-Cotentin en Normandie, et à la Cité des sciences et de l'industrie du parc de la Villette de Paris.

## Quelques missions
- 1987 : 32 plongées d'exploration de l'épave du Titanic à 3 800 m de profondeur[7].
- 2002 : plongée sur épave du naufrage du pétrolier Prestige.
- 2009 : recherche des restes du vol 447 Air France, entre Rio de Janeiro et Paris

## Quelques pilotes

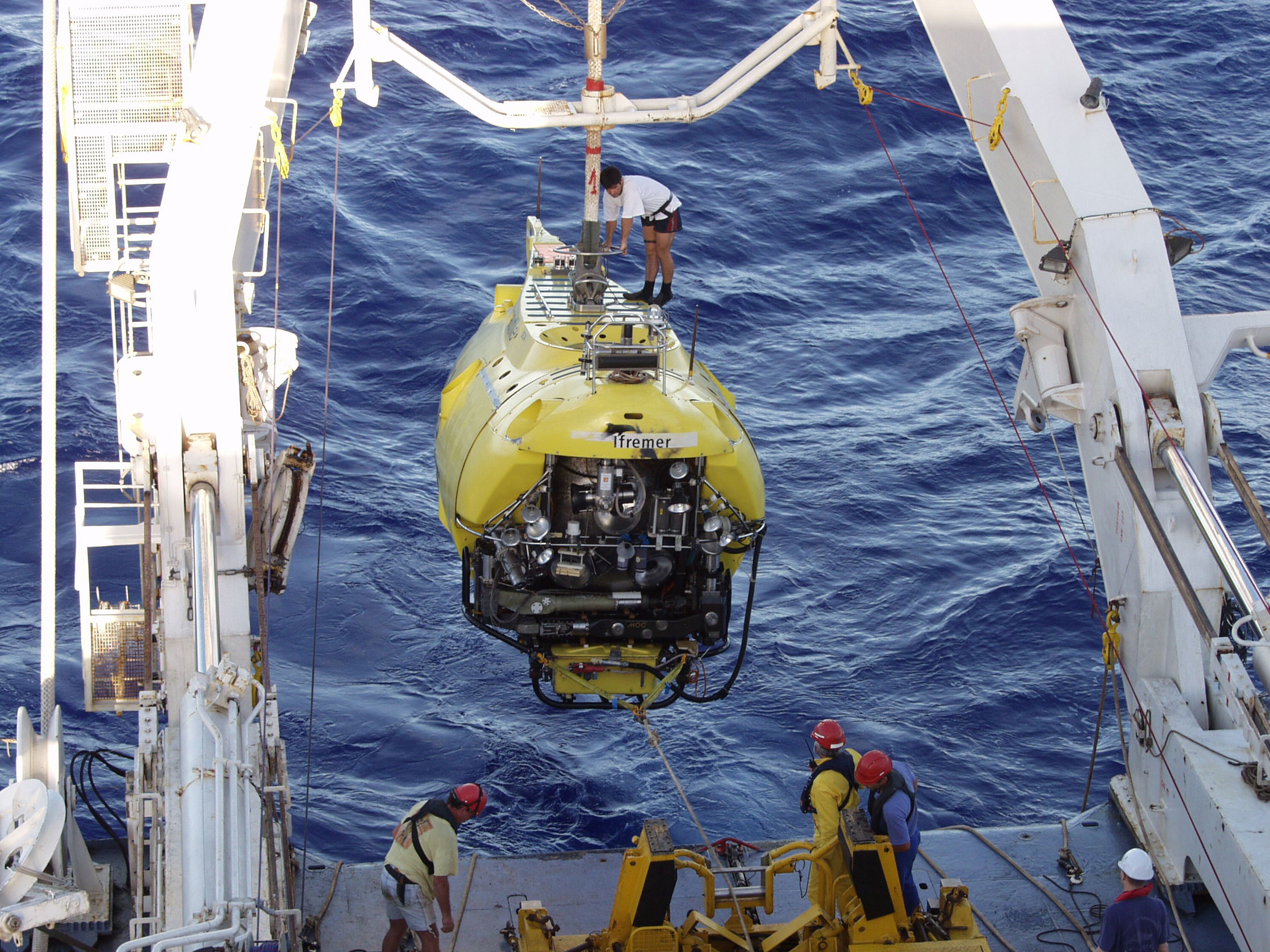
Mise à l'eau depuis le pont arrière de lAtalante (2004)

- Guy Sciarrone est le premier pilote historique du submersible le 5 novembre 1984. Il effectuera la première plongée 6 000 m de l'engin le 17 mars 1985. En tout il aura réalisé 262 plongées dans le Nautile
- Jean Michel Nivaggioli a effectué la 100e plongée du submersible le 5 juillet 1986 lors de la mission BATHYROB ainsi que la 1000e le 5 septembre 1995 lors de la mission OCEANAUT 95. Il effectuera 189 plongées dans le Nautile
- Pierre Triger, qui a découvert l'épave de la Lune, navire de la marine de guerre de Louis XIII, en mai 1993. Il a effectué plus de 200 plongées dans le Nautile
- Jean-Jacques Kaioun a effectué la 1500e plongée du submersible le 7 décembre 2002 lors de la mission PRESTINAUT, il effectuera 227 plongées dans le Nautile
- Franck Rosazza a effectué la 2000e plongée du submersible le 8 juin 2021 lors de la mission MOMARSAT21, il a effectué 231 plongées dans le Nautile

## Caractéristiques techniques
- Profondeur d'intervention : 6 000 m

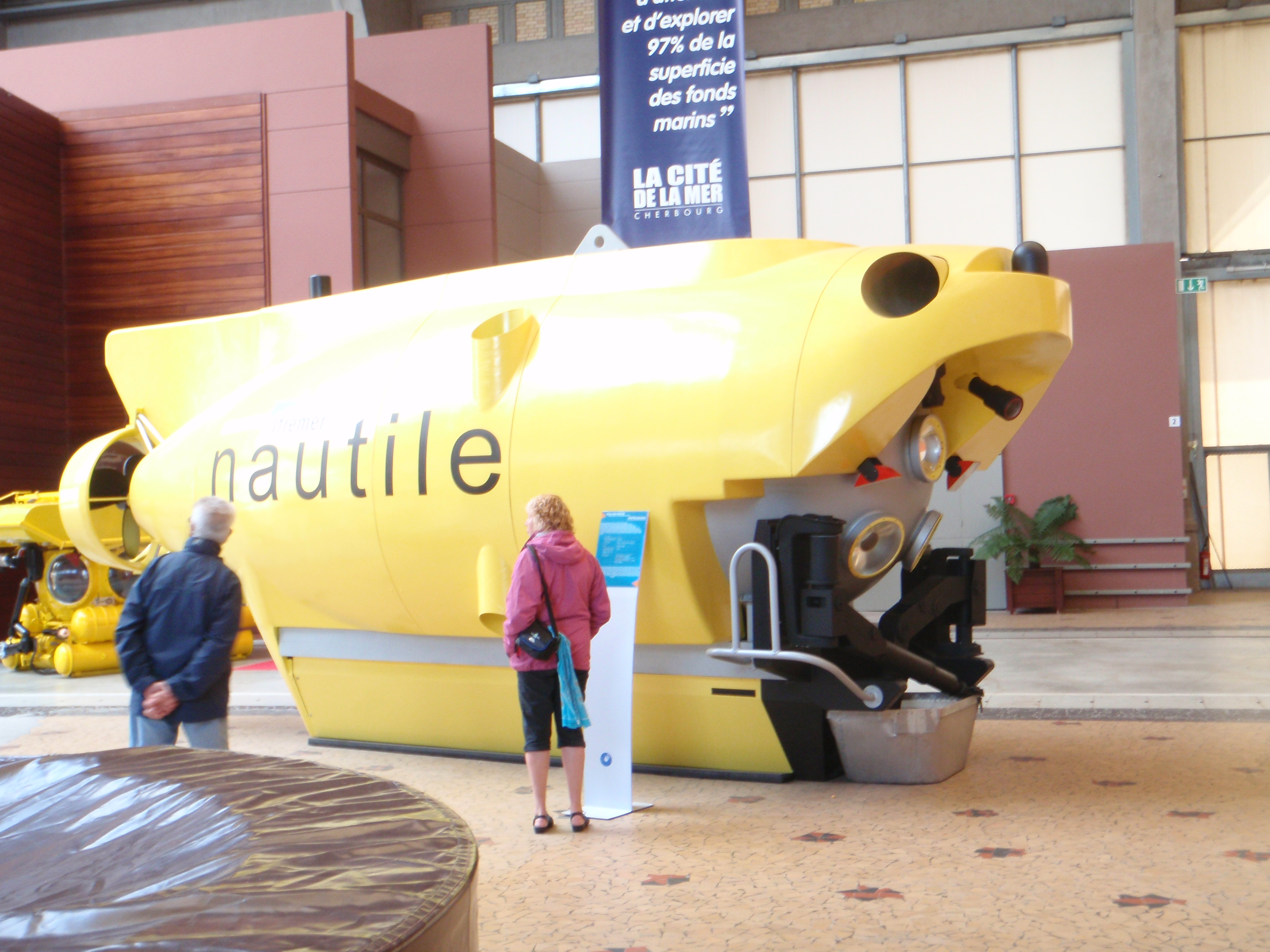
Réplique du Nautile à La Cité de la Mer de Cherbourg-en-Cotentin en Normandie

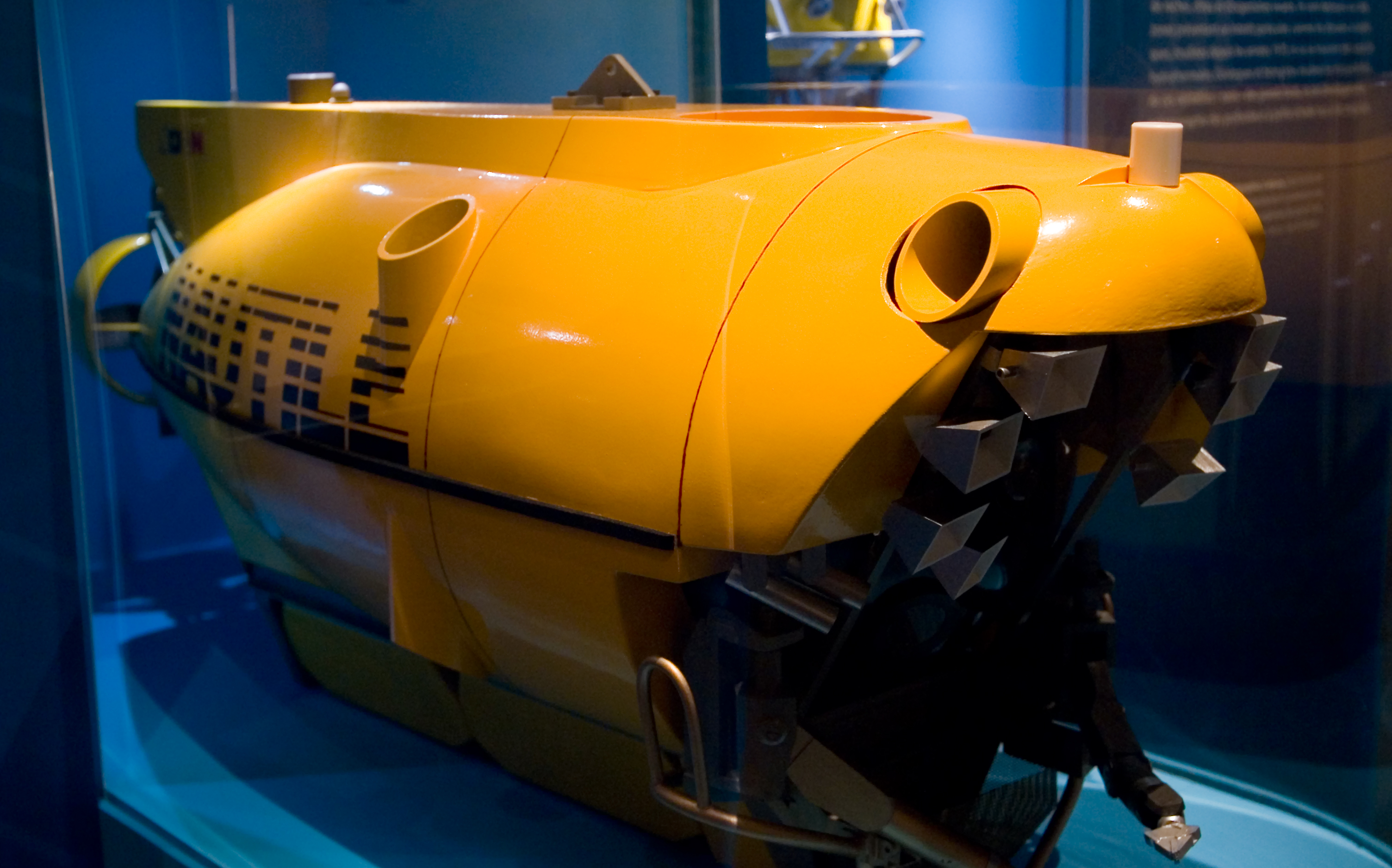
Modèle réduit du Nautile au musée national de la Marine de Paris

- Masse (pour une plongée à 6 000 m) : 19,50 t
- Dimensions :
  - longueur : 8,00 m
  - largeur : 2,70 m
  - hauteur : 3,81 m
- Sphère habitée :
  - équipage : 3 personnes
  - diamètre intérieur : 2,10 m
  - matériau : alliage de titane (Ti6Al4V)
  - hublots : 3 (diamètre 120 mm) en PMMA traité anti UV
- Énergie par batteries au plomb ; capacité utile à 6 000 m :
  - 37 kWh en 230 V
  - 6,5 kWh en 28 V
- Réglage d'assiette par transfert de mercure : ± 8°
- Propulsion principale : 1 propulseur axial orientable (conception Mario Martinez)
  - Vitesse de déplacement longitudinale : 1,7 nœud (3,1 km/h)
  - Rayon d'action à 1,5 nœud : 7,5 km
- Propulsion auxiliaire :
  - 2 propulseurs verticaux
  - 1 propulseur transversal à l'avant
  - 1 propulseur transversal à l'arrière
- Autonomie (travail sur le fond) à 6 000 m : 5 h
- Télémanipulation :
  - 1 bras de préhension à 4 degrés de liberté (+ ouverture et fermeture pince)
  - 1 bras de manipulation à 6 degrés de liberté (+ ouverture et fermeture pince)
- Centrales hydrauliques : 2
- Communications :
  - téléphone sous-marin en plongée
  - émetteur-récepteur VHF en surface
- Équipements :
  - 1 sondeur d'altitude
  - 1 sondeur à sédiment
  - 1 sonar panoramique Tritech
  - 1 Loch Doppler
  - 1 caméra 4k DeepSea
  - 2 caméras IP/HD
  - 1 APN Nikon D5200 avec objectif 24 mm
  - 9 projecteurs LED Bowtek
  - 1 centrale inertielle Phins de chez Ixblue
  - 1 balise de positionnement acoustique RT9
  - 1 balise de positionnement acoustique RAMSES
  - 1 panier à échantillons
- Capacité d'emport pour matériel scientifique : 200 kg
- Sécurité :
  - autonomie supplémentaire de sécurité : 120 h
  - 9 dispositifs pyrotechniques d'allègement de sécurité
  - 1 dispositif de repérage de secours